# Улица Баженова (Липецк)
У́лица Баже́нова — улица в Правобережном округе Липецка. Проходит в Сокольском между улицами Баумана и Курчатова от Лунного переулка на северо-восток до дома № 43. Имеет сдвиг у домов № 24 и 27б.

## История
Имя архитектора В. И. Баженова (1737 или 1738—1799) проезд получил 29 июля 1960 года вскоре после вхождения Сокольского в состав Липецка. Первоначально, правда, статус был другой — переулок. Только позже, когда к переулку Баженова присоединили дополнительный участок, он стал улицей Баженова.

## Застройка
Улица застроена частными домами.
На территории Липецкой области по проекту Баженова построен дворец усадьбы Нечаевых в селе Полибино Данковского района и, предположительно, Владимирская Церковь в селе Баловнёво и Знаменская церковь в селе Вешаловка.

## Транспорт
- Автобусы 12, 24, 33, 324, 352 ост.: «Сокольский мост», «Автобаза», «Сады „Речное“».